# Бенсенвілл (Іллінойс)
Бенсенвілл (англ. Bensenville) — селище (англ. village) в США, в округах Дюпаж і Кук штату Іллінойс. Населення — 18 813 особи (2020).

## Географія
Бенсенвілл розташований за координатами 41°57′35″ пн. ш. 87°56′36″ зх. д. / 41.95972° пн. ш. 87.94333° зх. д. (41.959701, -87.943460).  За даними Бюро перепису населення США в 2010 році селище мало площу 14,54 км², з яких 14,42 км² — суходіл та 0,12 км² — водойми.

## Демографія
Згідно з переписом 2010 року, у селищі мешкали 18 352 особи в 6312 домогосподарствах у складі 4230 родин. Густота населення становила 1262 особи/км².  Було 6743 помешкання (464/км²).
Расовий склад населення:
| - 67,3 % — білих - 4,8 % — азіатів - 3,5 % — чорних або афроамериканців - 1,0 % — корінних американців - 20,4 % — осіб інших рас |

До двох чи більше рас належало 3,0 %. Частка іспаномовних становила 47,8 % від усіх жителів.
За віковим діапазоном населення розподілялося таким чином: 24,5 % — особи молодші 18 років, 64,6 % — особи у віці 18—64 років, 10,9 % — особи у віці 65 років та старші. Медіана віку мешканця становила 34,4 року. На 100 осіб жіночої статі у селищі припадало 106,6 чоловіків;  на 100 жінок у віці від 18 років та старших — 107,0 чоловіків також старших 18 років.
Середній дохід на одне домашнє господарство  становив 69 951 долар США (медіана — 61 520), а середній дохід на одну сім'ю — 76 662 долари (медіана — 67 363). Медіана доходів становила 41 386 доларів для чоловіків та 31 929 доларів для жінок. За межею бідності перебувало 13,9 % осіб, у тому числі 25,1 % дітей у віці до 18 років та 6,8 % осіб у віці 65 років та старших.
Цивільне працевлаштоване населення становило 9914 особи. Основні галузі зайнятості: виробництво — 20,5 %, освіта, охорона здоров'я та соціальна допомога — 12,9 %, науковці, спеціалісти, менеджери — 12,6 %.